# Dorota Budna
Dorota Budna est une costumière et productrice polonaise, née le 4 septembre 1969.

## Filmographie (sélection)
- 2017 : Tom of Finland de Dome Karukoski
- 2016 : Music, War and Love de Martha Coolidge
- 2016 : Marie Curie de Marie-Noëlle Sehr
- 2012 : Capitaine Nakara de Bob Nyanja
- 2008 : The Reader de Stephen Daldry
- 2008 : Une femme à Berlin de Max Färberböck